# (9313) Protea
(9313) Protea (1988 CH3) – planetoida z pasa głównego asteroid okrążająca Słońce w ciągu 4,28 lat w średniej odległości 2,63 j.a. Odkryta 13 lutego 1988 roku.